# James Talley
James Talley, född 9 november 1944 i Tulsa, Oklahoma, är en amerikansk sångare och låtskrivare. Han verkar inom countrymusik, blues och countryblues. Under 1970-talet gav han ut fyra album för skivbolaget Capitol. Under 1980-talet gav han ut skivor i Europa för det mindre bolaget Bear Family Records innan han 1999 startade ett eget skivbolag, Cimarron Records.

## Diskografi, album
- Got No Bread, No Milk, No Money, But We Sure Got a Lot of Love, 1975
- Tryin' Like the Devil, 1976
- Blackjack Choir, 1977
- Ain't It Somethin' , 1977
- American Originals, 1985
- Love Songs and the Blues, 1989
- Woody Guthrie and Songs of My Oklahoma Home, 1999
- Nashville City Blues, 2000
- Touchstones, 2002
- Journey, 2004
- Heartsong, 2009